# Забавља вас Мија Алексић
„Забавља вас Мија Алексић” је југословенска телевизијска серија снимљена 1967. године у продукцији Телевизије Београд.

## Епизоде
| Сезона | Епизода | Назив | Датум             |
| ------ | ------- | ----- | ----------------- |
| 1      | 1       | /     | 12. марта 1967.   |
| 1      | 2       | /     | 7. маја 1967.     |
| 1      | 3       | /     | 4. јуна 1967.     |
| 2      | 1       | /     | 29.октобра 1967.  |
| 2      | 2       | /     | 29.новембра 1967. |
| 2      | 3       | /     | 17.децембра 1967. |

## Улоге
| Глумац                  | Улога             |
| ----------------------- | ----------------- |
| Мија Алексић            | Мија (6 еп. 1967) |
| Лола Новаковић          | (2 еп. 1967)      |
| Даница Аћимац           | (1 еп. 1967)      |
| Марк Бернес             | (1 еп. 1967)      |
| Јованка Бјегојевић      | (1 еп. 1967)      |
| Арсен Дедић             | (1 еп. 1967)      |
| Сафет Исовић            | (1 еп. 1967)      |
| Олга Ивановић           | (1 еп. 1967)      |
| Нада Кнежевић           | (1 еп. 1967)      |
| Петар Краљ              | (1 еп. 1967)      |
| Ђорђе Марјановић        | (1 еп. 1967)      |
| Ђокица Милаковић        | (1 еп. 1967)      |
| Живојин Жика Миленковић | (1 еп. 1967)      |
| Бранка Митић            | (1 еп. 1967)      |
| Габи Новак              | (1 еп. 1967)      |
| Михајло Бата Паскаљевић | (1 еп. 1967)      |
| Божидар Павићевић Лонга | (1 еп. 1967)      |
| Тихомир Петровић        | (1 еп. 1967)      |
| Миодраг Петровић Чкаља  | (1 еп. 1967)      |

 Остале улоге ▼
| Глумац              | Улога                   |
| ------------------- | ----------------------- |
| Аленка Пинтерич     | (1 еп. 1967)            |
| Мајда Сепе          | (1 еп. 1967)            |
| Ивица Шерфези       | (1 еп. 1967)            |
| Ружица Сокић        | (1 еп. 1967)            |
| Драган Стојнић      | (1 еп. 1967)            |
| Мира Ступица        | (1 еп. 1967)            |
| Љубомир Убавкић     | (1 еп. 1967)            |
| Бранка Веселиновић  | (1 еп. 1967)            |
| Душан Булајић       | (непознат број епизода) |
| Радмило Ћурчић      | (непознат број епизода) |
| Драган Лаковић      | (непознат број епизода) |
| Драган Лукић Омољац | (непознат број епизода) |
| Славица Мараш       | (непознат број епизода) |
| Оливера Марковић    | (непознат број епизода) |
| Мило Мирановић      | (непознат број епизода) |

Комплетна ТВ екипа ▼
| Редитељ                   | Александар Ђорђевић | (6 еп. 1967)                   |
| Сценариста                | Душан Кандић        | (1 еп. 1967)                   |
| Продуцент                 | Миодраг Маринковић  | продуцент (6 еп. 1967)         |
| Директор фотографије      | Војислав Лукић      | (6 еп. 1967)                   |
| Монтажер                  | Стеван Мунћан       | (6 еп. 1967)                   |
| Костимограф               | Јелисавета Гобецки  | (6 еп. 1967)                   |
| Менаџер продукције        | Ђорђе Радмилац      | вођа снимања (6 еп. 1967)      |
| Помоћник режије           | Светислав Жикић     | помоћник редитеља (6 еп. 1967) |
| Одсек за звук             | Теодор Андрин       | миксер звука (6 еп. 1967)      |
| Одсек за звук             | Влада Дујиц         | микроман (6 еп. 1967)          |
| Одсек за звук             | Властимир Пантелић  | миксер звука (6 еп. 1967)      |
| Одсек за камеру и расвету | Драган Јовановић    | вођа расвете (6 еп. 1967)      |
| Одсек за камеру и расвету | Милоје Лазић        | пратилац камере (6 еп. 1967)   |
| Одсек за камеру и расвету | Ирена Милошевић     | сниматељ (6 еп. 1967)          |
| Одсек за камеру и расвету | Душан Стефановић    | пратилац камере (6 еп. 1967)   |
| Одсек за монтажу          | Драган Самац        | висион миxер (6 еп. 1967)      |
| Остала екипа              | Ружа Мирковић       | секретар режије (6 еп. 1967)   |